# GREE
Pour l'espèce de Star Wars, voir gree.
GREE est un service de réseautage social japonais créé par Yoshikazu Tanaka et exploité par GREE, Inc..
GREE se concentre principalement sur les jeux mobiles dont plus de 90 % de ses utilisateurs y accèdent par téléphone mobile. La société gagne de l'argent en vendant des biens virtuels par micropaiements, tels que des vêtements pour avatars de jeux vidéo.
Les fonctionnalités de réseautage social de GREE proposent un profil à son utilisateur, avec un agenda, des communautés, le partage de photos. À l'image de Steam, il sert de plate-forme afin de promouvoir la communication et la compréhension entre ses membres.

## Historique
Initialement, GREE est uniquement disponible pour les utilisateurs de PC, le service s'étend ensuite vers les utilisateurs de téléphone mobile milieu de gamme. Le service inclut des fonctions habituelles des réseaux sociaux, comme des jeux sociaux, des jeux sur navigateur, blogs, cartomancie, des fils d'actualité.
En 2010, GREE, Inc. ouvre son service sur iPhone et Android. La source de revenus est principalement composée des ventes de publicité et des ventes de services rémunérés.
La société s'associe à Square Enix en octobre 2012 pour la distribution de 4 jeux sur sa plate-forme mobile, comprenant un épisode inédit de la franchise phare de Square : Final Fantasy X Gree, ainsi que d'une nouvelle version de The World Ends with You.

## Personnalités liées
- Emma Haruka Iwao, informaticienne japonaise.